# Французские Альпы
Францу́зские А́льпы — часть Западных Альп, расположенная во Франции. Протяжённость составляет около 330 км. Французские Альпы подразделяются на Северные и Южные.
Северные Французские Альпы представляют собой высокогорья с ледниками и горно-ледниковыми формами рельефа, хвойными лесами, субальпийскими и альпийскими лугами. Включает массивы Монблан, Экрен (Пельву), Бельдонн, Грайские и Котские Альпы. Высшая точка — гора Монблан (4810 м).
Южные Французские Альпы более низкие (обычно до 3000 м), включают в себя Прованские и Приморские Альпы с элементами средиземноморского климата и ландшафтов.